# 親衛隊上等兵
親衛隊上等兵（しんえいたいじょうとうへい）とはドイツ語の SS- Sturmmann  の訳語の一つである。親衛隊上級狙撃兵と訳される場合もある。
親衛隊一等兵の上、親衛隊兵長の下に位置する。

襟章（1934–1945）
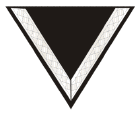
袖章（1938–1945）
通常勤務服用肩章（1938‐1945）